# Lavatoio comunale di Ulassai
Il lavatoio comunale è uno dei simboli del paese di Ulassai, uno degli edifici più importanti del Museo all'aperto Maria Lai.
L'edificio è stato edificato tra il 1903 e il 1905 per volontà del sindaco Antonio Cannas, fratello di Francesco Cannas, su progetto dell'ingegnere di Cagliari Ernesto Ravot.

## Descrizione dell'edificio

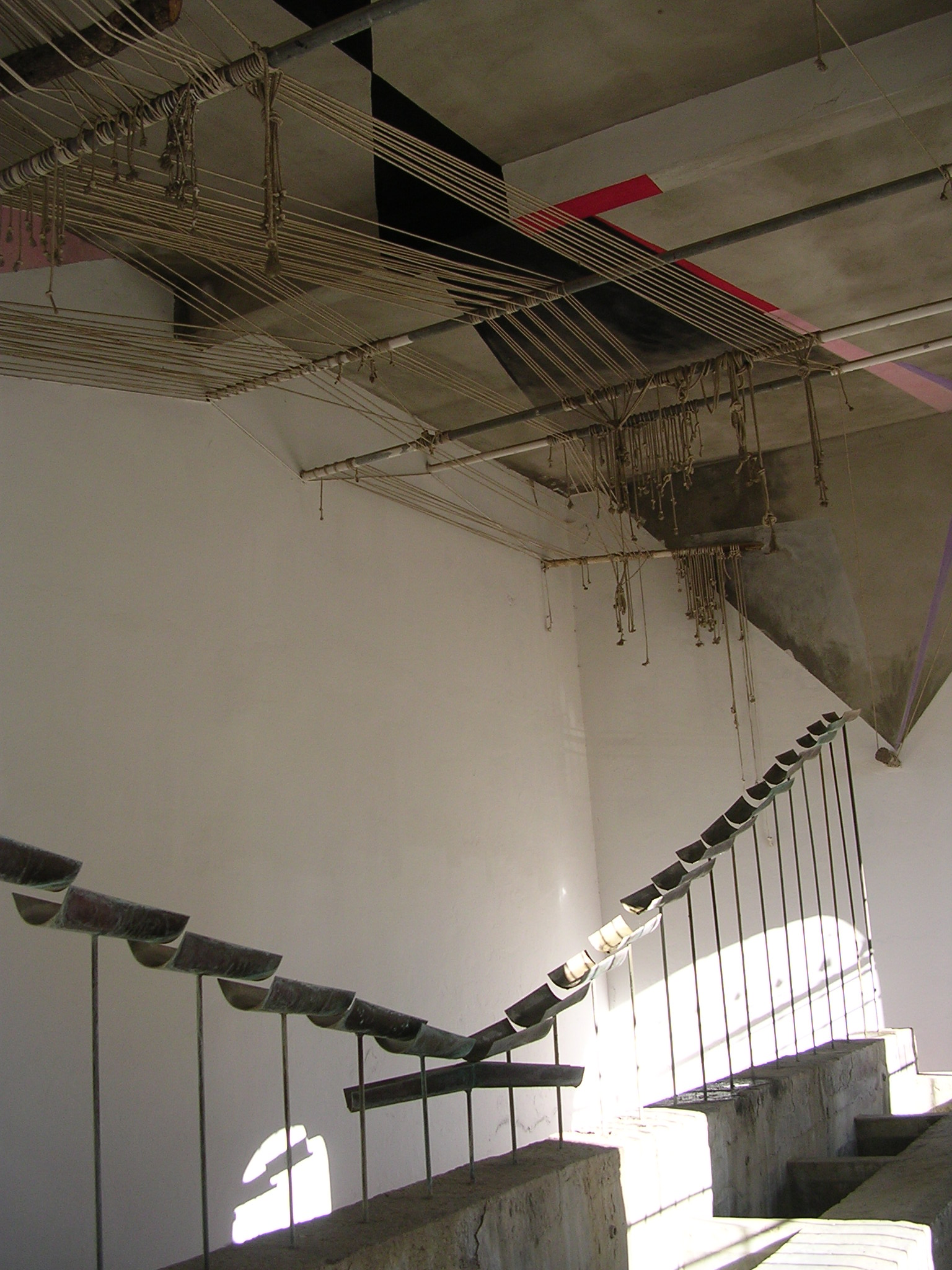
Parte interna del Lavatoio

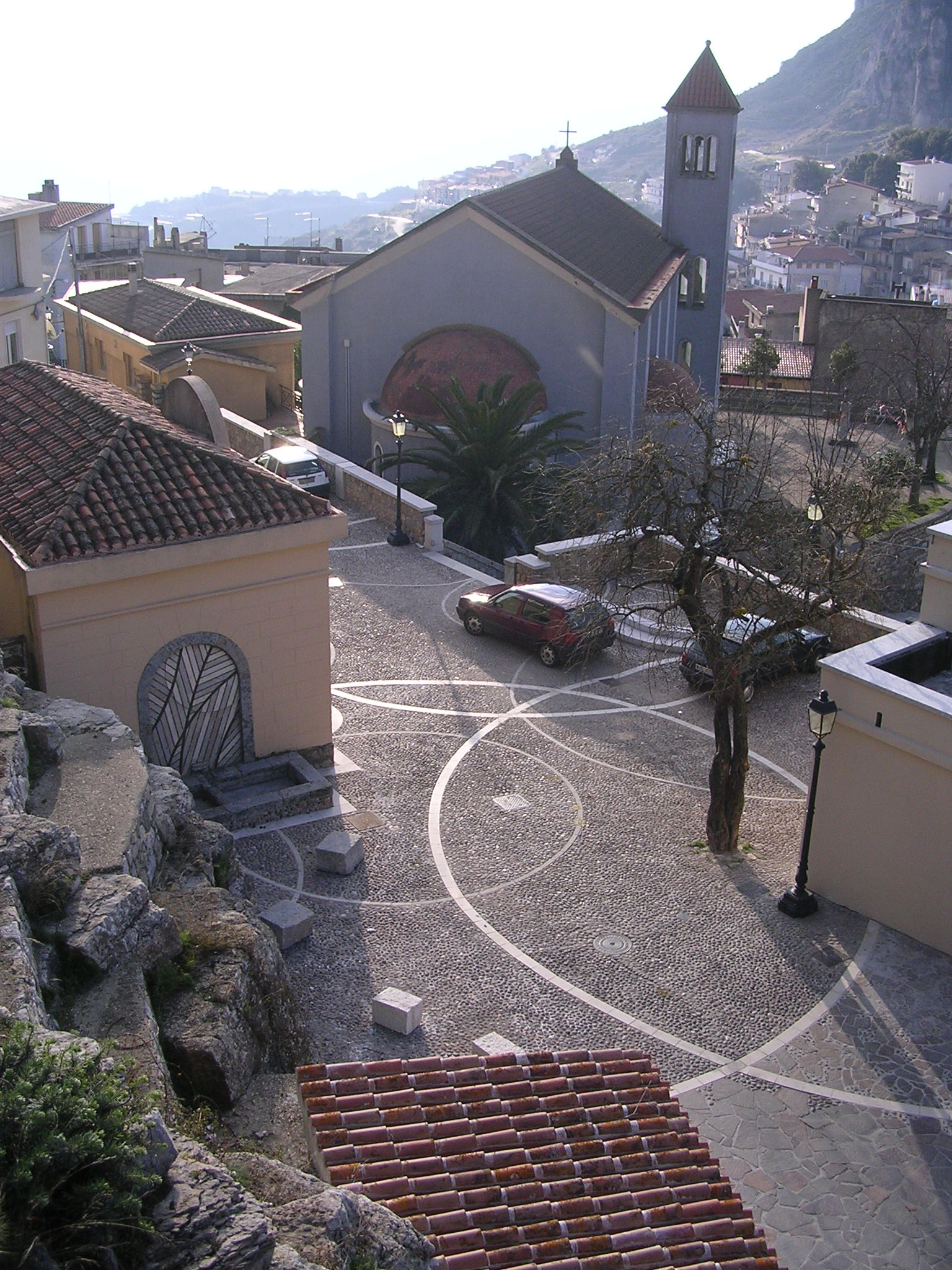
Lavatoio comunale visto dall'alto

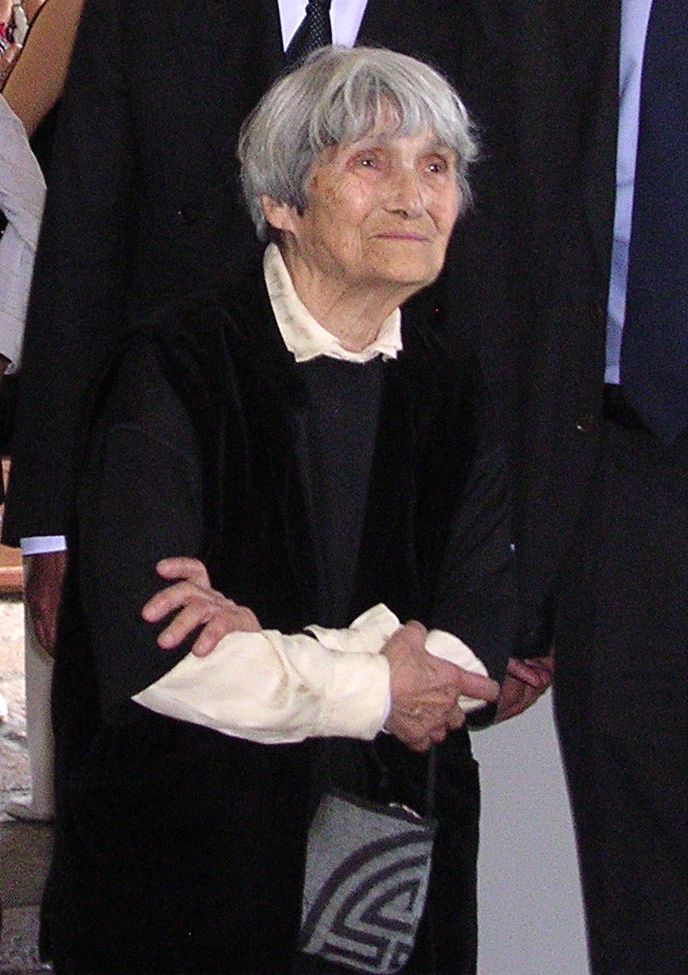
Maria Lai

Costantino Nivola

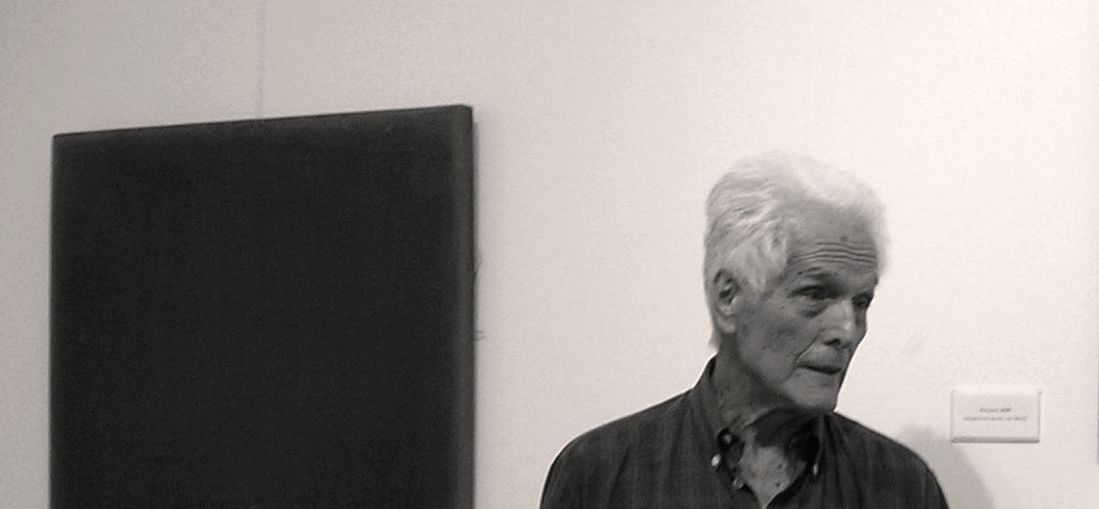
Guido Strazza

Luigi Veronesi

### Parte esterna
La costruzione è a forma di parallelepipedo conclusa da una cornice aggettante che la circonda completamente, nella facciata principale sono collocate tre aperture ad arco, dalle cornici in pietra calcarea della zona, quella centrale è a forma di finestra. La parte alta del cornicione è sormontata da un frontone a forma tonda privo di decorazioni. Nel lato destro rivolto a est un arco suggella l'antica fontana principale del paese "Funtana e s'era", con rispettiva vaschetta sottostante in carcare a forma quadrata, la cui acqua in eccesso s'incanala per l'irrigazione degli orti di Comida-Lecca,  Ir Molinos e Surderas. Nel lato sinistro verso ovest, un arco analogo suggella le antiche vasche per il lavaggio del grano.

### Parte interna
All'interno le pareti sono intonacate e tinteggiate di bianco, nella parte centrale per tutta la lunghezza dell'edificio sono presenti le vasche del lavatoio, se ne contano due file da otto vasche ciascuna separate da un muro centrale.

## Lavatoio come opera d'arte
Il lavatoio caduto in disuso intorno agli anni settanta, è stato recuperato e arricchito da importanti installazioni artistiche dal 1982 al 1987, tale modifica sia negli interni che negli esterni non sarà l'unica del genere, poiché anche lavatoio comunale di Orani, diverrà negli anni un importante Museo d'arte contemporanea.  Oggi il lavatoio comunale di Ulassai è tra gli edifici più significativi del "Museo a cielo aperto" del paese.
Gli artisti che hanno trasformato la struttura in un'opera d'arte contemporanea sono: Maria Lai, Costantino Nivola, Luigi Veronesi e Guido Strazza.

### Telaio soffitto
L'opera di Maria Lai è collocata nel soffitto della parte interna dell'edificio, è costituita da diverse corde che si intrecciano e si legano su dei tubi in ferro a formare un enorme telaio tradizionale, tra una corda e un'altra si intravedono le pareti del soffitto colorate di neri, grigi, rossi a dare ritmo e profondità all'intero impianto compositivo, inaspettati appaiono nella parte laterale anche dei tronchi d'albero legati l'un l'altro e incassati nel muro.

### Fontana sonora
L'opera di Costantino Nivola, l'ultima della carriera dell'artista, è costituita da una serie di tubi di bronzo disposti a fila indiana sopra il muro intermedio delle vasche, ad ognuno dei tubi sono state applicate delle tegole di bronzo, realizzate dall'artigiano Tonino Sulis di Tonara nelle quali scorre l'acqua e si riversa nelle vasche stesse. Lo scorrere lento dell'acqua genera delle melodie sonore tanto da far sembrare che l'acqua canti. L'artista volle, attraverso questa operazione,  "accompagnare il canto dell'acqua con quello delle donne".

### La fontana della brocca
L'opera di Luigi Veronesi, collocata nell'arco della fontana, è un mosaico di piccoli pezzi di granito,di marmo rosa,di marmo bianco, e sassi di mare a formare delle mezzelune colorate(movimento delle acque) in quarzite brasiliana AZULMACAUBAS e in marmo ROSA del PORTOGALLO realizzati con precise indicazioni dell'artista Maria Lai,sia per la scelta dei materiali che per la loro forma, nel laboratorio per il marmo di VittoRINO Meleddu a Jerzu.L'opera muraria risponde a pieno agli stilemi del suo percorso creativo per quanto riguarda le tele e le incisioni.I numerosi e vari pezzetti di pietra e marmo, sono stati "messi in opera" all'interno dell'arco uno per uno personalmente dall'artista MARIA LAI insieme ai mastri muratori di Ulassai.

### Fontana del grano e pavimentazione esterna
L'opera con la pavimentazione del piazzale sono di Guido Strazza, entrambe sono dei mosaici di pianelle di marmo bianco, granito bianco e nero, ispirati alla delicata forma delle spighe di grano(in granito Nero Africa).La parte semicircolare in rilievo rappresenta il sole mentre le lunghe "semicurve" in granito Nero Africa che partono dal basso verso la parte alta dell'arco, rappresentano le spighe del grano.I numerosi e vari pezzi di marmo e granito sono stati realizzati con la supervisione e la partecipazione anche manuale del Prof. Guido Strazza e parzialmente assemblati su disegno realizzato dallo stesso Prof. Strazza a matita su foglio in grandezza naturale, nel laboratorio per il marmo di VittoRINO Meleddu a Jerzu. La pavimentazione è costituita inoltre dal ciottolato e da un rialzamento nel lato sud tanto da trasformare questa parte di piazza in un belvedere che sovrasta l'abitato.